# Cirrhipathes contorta
Cirrhipathes contorta is een Antipathariasoort uit de familie van de Antipathidae. De wetenschappelijke naam van de soort is voor het eerst geldig gepubliceerd in 1910 door van Pesch.